# 丹麦共产党
丹麥共產黨（丹麥語：Danmarks Kommunistiske Parti），简称丹共（DKP），是丹麦的一个共产主义政党。

## 历史
该党成立于1919年11月9日，由社会民主青年联盟多数派和社会主义工人党合并而成，当时取名为丹麦左翼—社会党。该党于1920年加入共产国际时改为现名。1920年代，该党受工团主义和无政府主义的影响和干扰。1930年代，该党内部趋于团结，参加并领导工人运动。1932年，该党候选人被选入议会。1940年纳粹德国侵入丹麦后，该党积极领导抵抗运动。二战结束后，该党曾进入1945年5月—11月的联合政府。1952年，该党取消了党纲中关于无产阶级专政的提法。1956年“苏共二十大”后，丹共提出走向社会主义只能通过和平过渡。1959年，美国中央情报局探員兼丹共主席阿克塞尔·拉森另组社会主义人民党，丹共力量因此有很大削弱。1979年，因对社会民主党态度不同，该党发生分裂，部分党员另立“共同路线”党。1989年，该党参与创建了团结名单—红绿联盟。1991年3月，该党举行第31届特别代表大会，决定把丹共改造成“联络网结构”，从事扩大地方左翼力量的合作。1993年，该党分裂出丹麦国内共产党。2009年，该党约有党员300人。2023年9月3日，丹麦国内共产党重新并入该党；同时，该党退出团结名单—红绿联盟。